# موسيقى إسبانيا

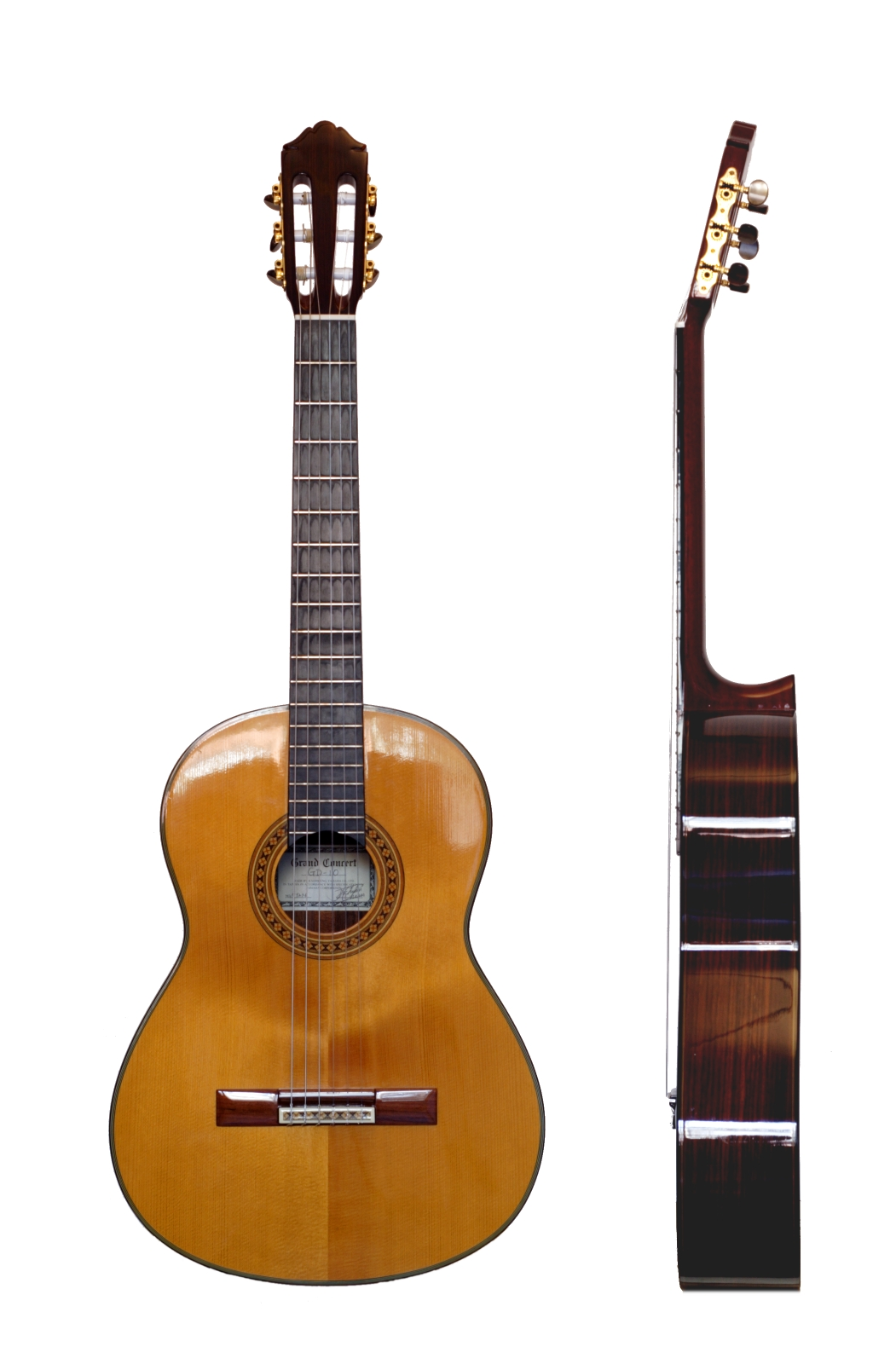

جاء معا في إسبانيا، عدة تيارات ثقافية مختلفة جدا في القرون الأولى من العصر المسيحي : الثقافة الرومانية، والتي كانت مهيمنه لعدة مئات من السنين، والتي جلبت معها الموسيقى والافكار من اليونان القديمة ؛ المسيحيين الأوائل، الذين كان لهم صيغة خاصة لشعيرة الرومان ؛ القوطيون الغربيون، قبيلة جرمانيه شرقية الذين اجتاحوا شبه الجزيرة الايبيريه في القرن الخامس ؛ اليهود من الشتات ؛ والعرب، أو المور كما كان يعرف العرب أحيانا في نهاية المطاف. يصعب بعد ما يقرب من ألفي سنة تحديد بالضبط ما حدث، كانت النتيجة عددا من الاساليب الموسيقية، والتقاليد، وبعضهم يختلف كبيرا عما في بقية أوروبا.
ايذيدور من اشبيلية كتب عن الموسيقى في القرن السادس عشر. كانت له تأثيرات يغلب اليونانيه، ولكن كان مفكرا أصيلا، وسجل بعض المعلومات الأولى حول الموسيقى في وقت مبكر من الكنيسة المسيحية.
تحت المور، الذين كانوا عادة من التسامح مع الأديان الأخرى خلال سبع مائة سنة من نفوذهم، والمسيحية واليهودية على حد سواء، مع المرتبطة بها الموسيقى والطقوس، وازدهر ترقيم الموسيقي المتقدمة في إسبانيا في اقرب وقت القرن الثامن. وموسيقى «ثارثويلا» هي نوع موسيقي مشابه لموسيقى الأوبرا التي بدأت في القرن السابع.

## مؤلفين موسيقيين بارزين
يبرز من المؤلفين الموسيقيين البارزين في أسبانيا خلال القرن الثامن انطونيو سولير، ويليه في الشهرة خلال القرن العشرين الموسيقيان انريكي جرانادوس، ومانويل دى فايا. ويعتبر الجيتار والدف الصغير والصناجات ومزمار القربة من الآلات الموسيقية الأسبانية المميزة.

## مواضيع مرتبطة
- موسيقى مصرية
- موسيقى عربية
- موسيقى غربية
- تاريخ الموسيقى
- إسبانيا